# Lycoriella tibetana
Lycoriella tibetana är en tvåvingeart som beskrevs av Yang och Zhang 1987. Lycoriella tibetana ingår i släktet Lycoriella och familjen sorgmyggor. Inga underarter finns listade i Catalogue of Life.